# Lathrop (Califórnia)
Lathrop é uma cidade localizada no estado americano da Califórnia, no condado de San Joaquin. Foi incorporada em 1 de julho de 1989.

## Geografia
De acordo com o United States Census Bureau, a cidade tem uma área de 59,6 km², onde 56,8 km² estão cobertos por terra e 2,8 km² por água.

### Localidades na vizinhança
O diagrama seguinte representa as localidades num raio de 16 km ao redor de Lathrop.

## Demografia
Segundo o censo nacional de 2010, a sua população é de 18 023 habitantes e sua densidade populacional é de 317,32 hab/km². É a cidade que, em 10 anos, teve o maior crescimento populacional do condado de San Joaquin. Possui 5 261 residências, que resulta em uma densidade de 92,63 residências/km².